# 第七代巴克盧公爵約翰·蒙塔古·道格拉斯·史考特
約翰·蒙塔古·道格拉斯·史考特（英語：John Montagu Douglas Scott，1864年3月30日—1935年10月19日），第七代巴克盧公爵、第九代昆斯伯里公爵，英國貴族。

## 家庭
1893年，約翰與布拉德福特伯爵喬治·布里吉曼的女兒瑪格麗特（Lady Margaret）結婚，兩人共有3子5女：
1. 瑪格麗特（1893年—1976年）
2. 華特（英语：Walter Montagu Douglas Scott, 8th Duke of Buccleuch）（1894年—1973年）
3. 威廉（英语：Lord William Montagu-Douglas-Scott）（1896年—1958年）
4. 希比爾（1899年—1990年）
5. 愛麗絲（1901年—2004年）
6. 瑪麗（1904年—1984年）
7. 安潔拉（1906年—2000年）
8. 喬治（1911年—1999年）